# Gam gai 2
Gam gai 2 – hongkoński dramat filmowy w reżyserii Samsona Chiu, którego premiera odbyła się 24 grudnia 2003 roku.

## Fabuła
Akcja filmu rozgrywa się w 2046 roku, gdy Hongkong przygotowuje się do obchodów 50 rocznicy upamiętniającej przejęcie władzy od Wielkiej Brytanii. Kum (Sandra Ng) przypadkowo wpada na młodego chłopaka (Chapman To) – właściciela klubu, który doznał zawodu miłosnego. Z tego powodu chce on zażyć tabletki, które spowodują wymazanie jego pamięci, ale Kum tłumaczy mu, że złe wspomnienia są potrzebne, aby lepiej pamiętać dobre czasy. Jako przykład przytacza rok 2003, który był najgorszy w historii Hongkongu.

## Obsada
Źródło: Filmweb

- Andy Lau – on sam
- Jacky Cheung – Quincy
- Felix Wong
- Anthony Wong – Chow
- Chapman To – właściciel klubu
- Angelica Lee
- Leon Lai – doktor
- Dicky Cheung  – doktor
- Sandra Ng – Kam
- Wancy Dai
- Kenneth Ng
- Lawrence Cheng
- Kristal Tin
- Ronald Cheng

## Nagrody i nominacje
Źródło: Internet Movie Database
| Rok  | Nagroda                              | Kategoria                       | Nominacja                  | Wynik     |
| ---- | ------------------------------------ | ------------------------------- | -------------------------- | --------- |
| 2004 | Hong Kong Film Critics Society Award | Film of Merit                   | Film                       | Wygrana   |
| 2004 | Hong Kong Film Award                 | Best Actor                      | Jacky Cheung               | Nominacja |
| 2004 | Hong Kong Film Award                 | Best Actress                    | Sandra Ng                  | Nominacja |
| 2004 | Hong Kong Film Award                 | Best Art Direction              | Yee Chung-Man, Kenneth Mak | Nominacja |
| 2004 | Hong Kong Film Award                 | Best Costume Design and Make Up | Yee Chung-Man              | Nominacja |
| 2004 | Golden Horse Award                   | Best Actor                      | Jacky Cheung               | Nominacja |